# Poliurea
Las Poliureas son una familia de polímeros sintéticos que se obtienen de la reacción de un diisocianato con una diamina, es una reacción de polímerización por condensación similar a la del poliuretano, excepto porque en este caso el enlace formado corresponde al enlace urea, por esto es llamada poliurea.
La reacción general de las poliureas involucra un diisocianato y una diamina; por lo tanto los diferentes polímeros obtenidos dependerán del número y tipo de grupos presentes entre los grupos amino de la diamina y los grupos isocianato.
Ejemplo de la reacción general:
Existe un gran diferencia entre la Poliurea, el Poliuretano y un "Híbrido" (mezcla de ambas). Mecánica y químicamente presentan comportamientos muy distintos, la Poliurea puede alcanzar grandes elongaciones y resistencia a la abrasión, mientras que el poliuretano posee grandes propiedades químicas. Desde el punto de vista de la estructura molecular, la poliurea es aquella generada solo por la unión de diisocianatos y aminas en la reacción formando el enlace urea, cuando existen también enlaces poliol, se tiene el producto "híbrido", mientras que si solo se tienen enlaces poliol el producto es llamado poliuretano.
Las poliureas pueden ser clasificadas en alifáticas o aromáticas según sea su estructura química. Mientras una poliurea aromática es de menor costo, presenta decoloración frente a la radiación UV y son más rígidas por la naturaleza de los anillos aromáticos; mientras que las poliureas alifáticas son de precio mayor, pues son resistentes a la radiación UV.
Para obtener distintos tipos de poliurea pueden ser modificados la distinta mezcla de aminas e isocianatos utilizados. Actualmente se están desarrollando poliureas termoplásticas y transparentes pero aún no han sido lanzadas al mercado.
- Datos: Q421717